# Craig Borten
Craig Borten (* 1965) ist ein US-amerikanischer Drehbuchautor und Schauspieler.

## Leben
Borten wuchs in Plymouth in Massachusetts auf und besuchte die Plymouth-Whitemarsh High School.
Bortens Vater starb 1986.
Als Borten erstmals über den AIDS-Patienten, der verschreibungspflichtige Medikamente vom Schwarzmarkt an andere Patienten verkaufte, las, war er sofort fasziniert von der Geschichte. 1992 arrangierte ein Interview mit Ron Woodroof über seine Erfahrungen mit der AIDS-Diagnose und einen derartigen Club zu führen. Nach einem dreitägigen Gespräch starb Woodroof einen Monat später. Borten begann mehrere Entwürfe für ein Drehbuch zu schreiben und tat sich schließlich im Jahr 2000 mit Melisa Wallack zusammen. Auf Grundlage ihres Drehbuchs entstand 2013 der Film Dallas Buyers Club, der 2014 in sechs Kategorien für den Oscar nominiert wurde.

„Jede Szene in dem Film spricht mit einem Mann, der leben will und ich denke, einen Teil davon in dir zu haben - nicht sterben zu wollen und alles, was du tun kannst, tun um am Leben zu bleiben - ist eine Art von, Was kann dein Leben verlängern? Ich denke ein Teil davon verlängert Rons Leben und ich denke für meinen Vater war es sehr ähnlich Er wollte nach alternativen Medikamenten suchen. Die Ärzte waren sehr kalt Es gab nur Protokoll für bestimmte Chemotherapien und wir suchten im Ausland. Er wurde nie wirklich mit dem Tod konfrontiert, bis er es musste - auf einer körperlichen Ebene, aber nicht auf einer emotionalen Ebene. Ich denke Ron Woodroofs Charakter war sehr ähnlich und wenn ich über Ron Woodroof lese, ist es das was zu meinem Herzen sprach.“

Borten lebt momentan in Los Angeles.

## Filmografie (Auswahl)
Als Drehbuchautor
- 2013: Dallas Buyers Club
- 2015: 69 Tage Hoffnung (The 33)
- 2020: Sergio

Als Schauspieler
- 2002: Looking for Jimmy
- 2013: Dallas Buyers Club

## Auszeichnungen
- 2014: Writers Guild of America Award: Nominierung in der Kategorie Bester Originaldrehbuch für Dallas Buyers Club
- 2014: Oscar: Nominierung in der Kategorie Bestes Originaldrehbuch für Dallas Buyers Club